# 小泉豐
小泉豊（1977年5月31日—）是日本男性、聲優，神奈川縣出身。血型A型。Pro-Fit聲優養成所的第4期學生，目前為自由身。

## 經歷
Pro-Fit聲優養成所第4期畢業（2005年10月）→As企劃→Pro-Fit（2007年3月28日 - 2010年8月）→自由身

## 演出作品

### 電視動畫
2001年
- 頑皮小白貂（槌谷搖）

2002年
- 炸彈小新娘（岩城憲司、ナイト2002）

2006年
- 歡迎加入NHK!（佐藤達廣）

2007年
- 暗夜魔法使（郎基努斯·小泉、現場監督、奇麥伊拉）
- 羅密歐×茱麗葉（憲兵小隊長、事務官 其他）

2008年
- 隱王（同學）

2010年
- B型H系（松尾大佑、工藤俊一）

2011年
- 迴轉企鵝罐（渡瀬眞悧、醫生A、世界史老師、主持人）

2017年
- 王室教師海涅（店員）
- 國王遊戲 The Animation（翼的父親）

### OVA
- 萌娘商社 THE ANIMATION（技工D）

### Drama CD
- 歡迎加入NHK!Drama Album 第20.5話「フルボイスにようこそ!」（佐藤達広）

### 遊戲
- SD GUNDAM G世代(ザンスカール兵(隊長))
- Espgaluda(アゲハ)

## 外部連結
- 小泉豊Blog(新) （页面存档备份，存于）
- 小泉豊Blog(舊) （页面存档备份，存于）
- 小泉豊 (imuziokyutaka)的X（前Twitter）
- 小泉豊 公式Blog （页面存档备份，存于）